# Sloop John B

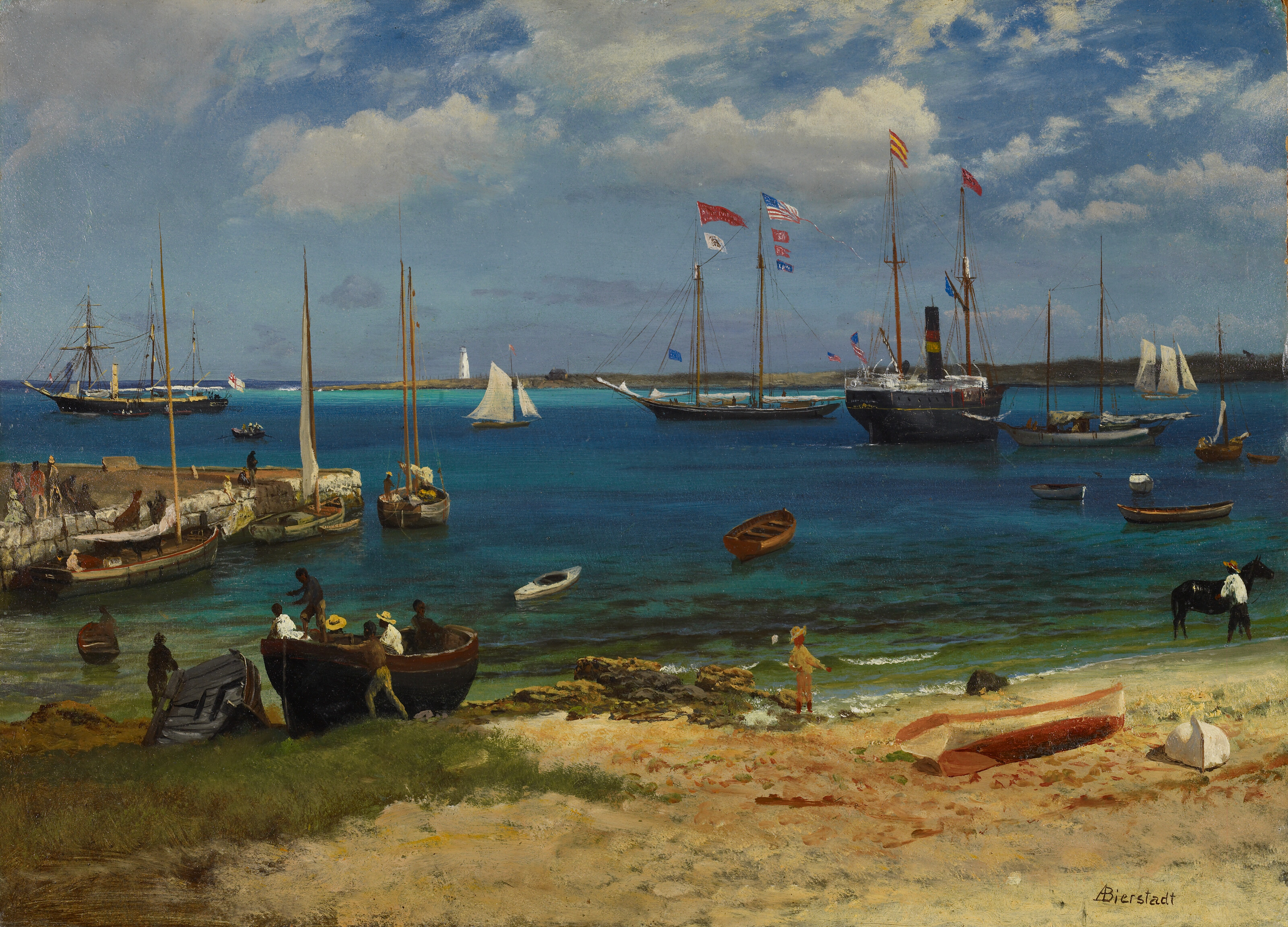
Nassau Haven na 1877, door Albert Bierstadt, M.H. de Young Memorial Museum, San Francisco

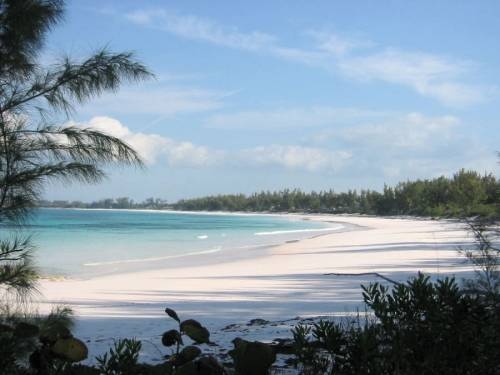
Strand bij Governor's Harbour op de Bahama's

Sloop John B is een nummer uit 1966 dat voorkomt op het album Pet Sounds van de Amerikaanse popgroep The Beach Boys. Als single-hit bereikte het op vele hitparades in de hele wereld de eerste plaats. Het werd in Nederland de best verkochte opnamen van de Beach Boys ooit. In 1966 stond het ook in het jaaroverzicht op de eerste plaats.
Oorspronkelijk is het als The John B. Sails een volksliedje van Nassau op de Bahama's. Zowel hiervan als van het Beach Boys-nummer zijn talrijke coverversies opgenomen.

## "Een van de schilderachtige Nassau deuntjes"
De oudste vermelding van een lied met als titel Hoist the John B Sails, onder vorm van "pianobladmuziek voor een pas de deux", verscheen in 1903 van de hand van E. W. Prouty, een orkestleider en violist uit Massachusetts; hij had een link met de Bahama's doordat hij muziek verzorgde voor de hotels van de Amerikaanse industrieel Henry Flagler, waarvan er zich ook twee in Nassau bevonden. Een deel van de liedtekst werd vervolgens gepubliceerd door Richard Le Gallienne (1866-1947) in Harper's Monthly Magazine van december 1916, in zijn artikel Coral Islands and Mangrove-Trees. Een jaar later publiceerde hij de twee eerste strofen en het refrein ook in zijn roman Pieces of Eight, met als kwalificatie "een van de schilderachtige Nassau deuntjes".
De verteller beschrijft de tragikomische geschiedenis van een zeiltochtje met zijn grootvader, dat verpest wordt door dronkenschap en door diefstal van eten. De eerste stuurman maakt het zelfs zo bont dat hij door de politie (sheriff John Stone, in oudere versies Johnstone) van boord gehaald  moet worden.
Het was bekend dat er bij Governor's Harbour een boot John B. vergaan was, de populariteit van het liedje leidde ertoe dat men de sloep in 1926 opgroef.
In 1927 publiceerde Carl Sandburg de eerste drie strofen en het refrein in zijn verzameling liederen The American Songbag. Hij stelt dat hij het lied verkreeg van de Chicago Tribune-cartoonist John T. McCutcheon, die het op vakantie met zijn vrouw in de Caraïben had leren zingen.

## Folk-, calypso-, country-, skiffle- en surfversies
Als lied is het waarschijnlijk, door toedoen van de Amerikaanse folklorist en musicoloog John Avery Lomax, voor het eerst op de plaat gezet in 1935 door de Cleveland Simmons Group, onder de titel "Histe Up The John B Sail" en a capella gezongen.
In 1950 verscheen ook een folkopname van The Weavers met de titel "Wreck of the John B". Daarbij werden als songwriters Carl Sandburg en het Weaverslid Lee Hays opgevoerd.
Met dezelfde titel was er in 1958 een opname door The Kingston Trio, op hun succesvolle eerste album, en een jaar eerder een calypsoversie van Stan Wilson, die voor het eerst de titel "Sloop John B." gebruikte. Bahamaan Blind Blake zong in de vijftiger jaren eveneens een calypsoversie ("John B. Sail").
Countryzanger Johnny Cash nam het nummer in 1959 op onder de naam "I Want to Go Home".
Als "The Wreck of the John B." (toegeschreven aan Hays en Sandburg) werd het in Europa in datzelfde jaar opgenomen door de Schotse folkband The Reivers. De Schotse skifflezanger Lonnie Donegan had het liedje, net als onder andere ook zijn "Midnight Special", tijdens zijn militaire dienst in Wenen van Amerikaanse soldaten geleerd en had er in 1960 in Engeland een top 10-hit mee onder de titel "I Wanna Go home". In Canada was het Jimmie Rodgers die datzelfde jaar een nummer 1-hit haalde met "Wreck of the John B". In 1962 brachten Dick Dale & His Del-Tones op hun album Surfer's Choice "Sloop John B" al naar de surfsound.
Van Morrison's groep Them maakte in 1965 op hun lp The "Angry" Young Them! een bewerking onder de naam "Go On Home Baby", wat meteen gecoverd werd door Björn Skifs en zijn toenmalige groep Slam Creepers.
Normaal maakte in 1989 op hun album Rechttoe Rechtan een cover in het Achterhoeks met als titel Hallo Ajouw.

## "(Lievelings-)huisdiergeluiden"
Beach Boy Alan Jardine, het enige niet-lid van de Wilson-familie, was erg enthousiast over folkmuziek en met name ook The Kingston Trio. In het begin van hun bestaan wist hij de band over te halen om naar hun voorbeeld ook gestreepte shirts te dragen. Toen Brian Wilson bezig was met hun nieuwe album Pet Sounds kwam Jardine met de suggestie er een bewerking van Sloop John B in op te nemen; Wilson reageerde aanvankelijk afwerend maar samen brachten ze enkele wijzigingen in de muziek aan. Op de dag dat hun California Girls uitkwam (12 juli 1965) namen ze het instrumentale deel grotendeels op (bij United Western Recorders in Hollywood). Het vocale deel kwam pas af in december. 
Zoals hij toen al gewend was schakelde Brian Wilson voor de begeleiding leden (overwegend jazzmuzikanten) in van de grote groep muzikanten die later The Wrecking Crew is gaan heten. De 12-snarige gitaarsolo werd in één opname vastgelegd door Billy Strange, die samen met het instrument (een Fender Electric XII) en een Twin Reverb versterker, door Brian Wilson op een zondag naar de studio werd gehaald.
Het was het eerste nummer dat als single van het album Pet Sounds werd uitgebracht, in minder dan twee weken gingen een half miljoen exemplaren over de toonbank.

## Bezetting

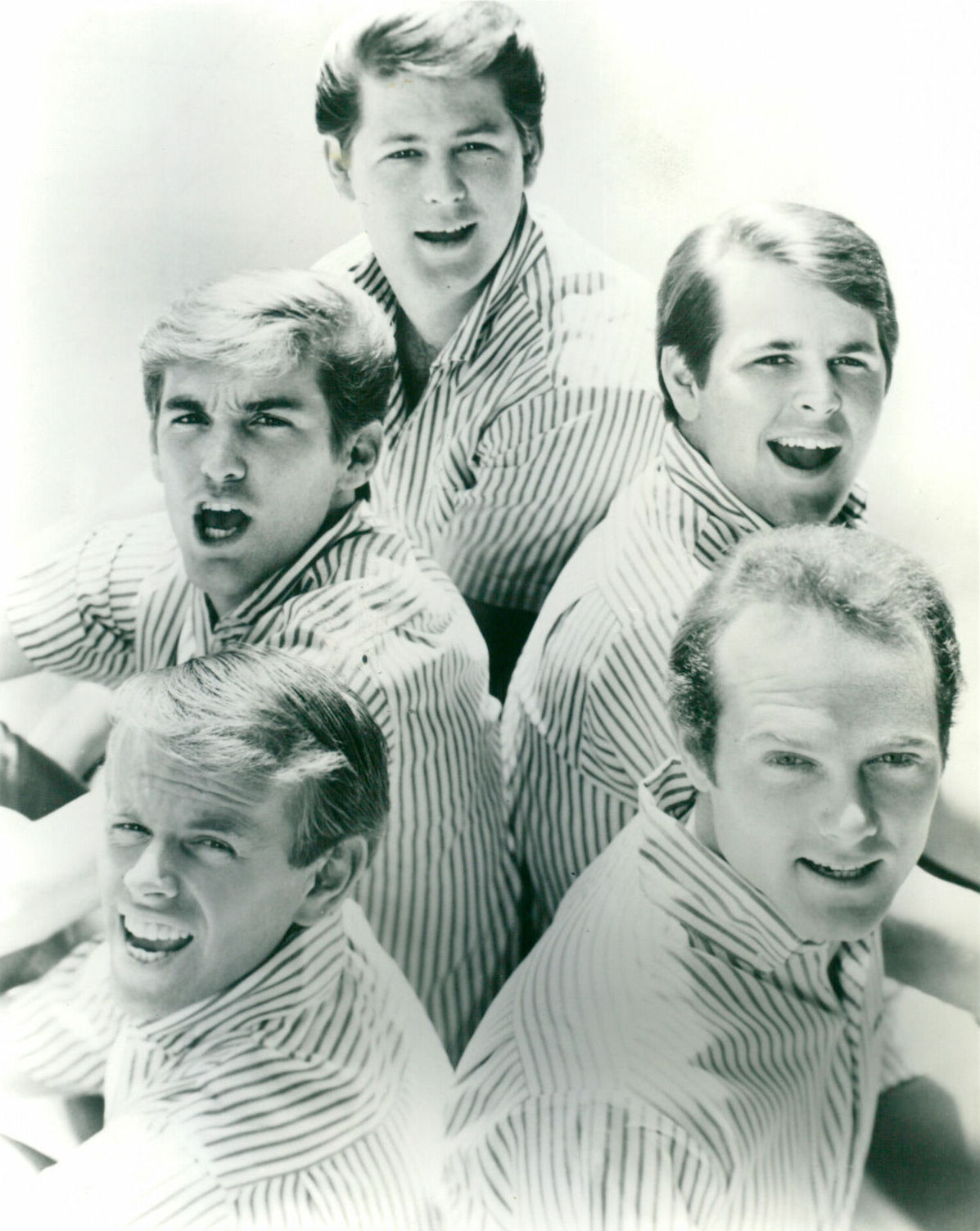
The Beach Boys rond 1965: de drie Wilson broers, Al Jardine, Mike Love

### Beach Boys
- Brian Wilson - leadzanger
- Mike Love - leadzanger
- Al Jardine, Dennis en Carl Wilson, Bruce Johnston - achtergrondzang

### Leden van "The Wrecking Crew"
- Hal Blaine - drums
- Frank Capp - glockenspiel
- Al Casey - slaggitaar
- Jerry Cole - leadgitaar
- Steve Douglas - tempelblok
- Carol Kaye - basgitaar
- Al De Lory - geprepareerde piano
- Jay Migliori - fluit
- Jim Horn - fluit
- Jack Nimitz - bassaxofoon
- Lyle Ritz - contrabas
- Billy Strange - 12-snarige gitaar
- Chuck Britz - geluidstechnicus
- Tony, verder onbekend - tamboerijn

## Hitnoteringen

### Nederlandse Top 40
| "Sloop John B" in de Nederlandse Top 40 - binnen 16-04-1966 | "Sloop John B" in de Nederlandse Top 40 - binnen 16-04-1966 | "Sloop John B" in de Nederlandse Top 40 - binnen 16-04-1966 | "Sloop John B" in de Nederlandse Top 40 - binnen 16-04-1966 | "Sloop John B" in de Nederlandse Top 40 - binnen 16-04-1966 | "Sloop John B" in de Nederlandse Top 40 - binnen 16-04-1966 | "Sloop John B" in de Nederlandse Top 40 - binnen 16-04-1966 | "Sloop John B" in de Nederlandse Top 40 - binnen 16-04-1966 | "Sloop John B" in de Nederlandse Top 40 - binnen 16-04-1966 | "Sloop John B" in de Nederlandse Top 40 - binnen 16-04-1966 | "Sloop John B" in de Nederlandse Top 40 - binnen 16-04-1966 | "Sloop John B" in de Nederlandse Top 40 - binnen 16-04-1966 | "Sloop John B" in de Nederlandse Top 40 - binnen 16-04-1966 | "Sloop John B" in de Nederlandse Top 40 - binnen 16-04-1966 | "Sloop John B" in de Nederlandse Top 40 - binnen 16-04-1966 | "Sloop John B" in de Nederlandse Top 40 - binnen 16-04-1966 | "Sloop John B" in de Nederlandse Top 40 - binnen 16-04-1966 | "Sloop John B" in de Nederlandse Top 40 - binnen 16-04-1966 | "Sloop John B" in de Nederlandse Top 40 - binnen 16-04-1966 | "Sloop John B" in de Nederlandse Top 40 - binnen 16-04-1966 | "Sloop John B" in de Nederlandse Top 40 - binnen 16-04-1966 | "Sloop John B" in de Nederlandse Top 40 - binnen 16-04-1966 |
| Week                                                        | 1                                                           | 2                                                           | 3                                                           | 4                                                           | 5                                                           | 6                                                           | 7                                                           | 8                                                           | 9                                                           | 10                                                          | 11                                                          | 12                                                          | 13                                                          | 14                                                          | 15                                                          | 16                                                          | 17                                                          | 18                                                          | 19                                                          | 20                                                          |                                                             |
| ----------------------------------------------------------- | ----------------------------------------------------------- | ----------------------------------------------------------- | ----------------------------------------------------------- | ----------------------------------------------------------- | ----------------------------------------------------------- | ----------------------------------------------------------- | ----------------------------------------------------------- | ----------------------------------------------------------- | ----------------------------------------------------------- | ----------------------------------------------------------- | ----------------------------------------------------------- | ----------------------------------------------------------- | ----------------------------------------------------------- | ----------------------------------------------------------- | ----------------------------------------------------------- | ----------------------------------------------------------- | ----------------------------------------------------------- | ----------------------------------------------------------- | ----------------------------------------------------------- | ----------------------------------------------------------- | ----------------------------------------------------------- |
| Nummer                                                      | 40                                                          | 13                                                          | 6                                                           | 2                                                           | 1                                                           | 1                                                           | 1                                                           | 1                                                           | 2                                                           | 3                                                           | 5                                                           | 6                                                           | 8                                                           | 10                                                          | 13                                                          | 14                                                          | 18                                                          | 23                                                          | 33                                                          | 33                                                          | uit                                                         |

### NPO Radio 2 Top 2000
| Nummer met noteringen in de NPO Radio 2 Top 2000 | '99 | '00 | '01 | '02 | '03 | '04 | '05 | '06 | '07 | '08 | '09 | '10 | '11 | '12 | '13 | '14 | '15 | '16  | '17  | '18  | '19  | '20  | '21  | '22  | '23  | '24  |
| ------------------------------------------------ | --- | --- | --- | --- | --- | --- | --- | --- | --- | --- | --- | --- | --- | --- | --- | --- | --- | ---- | ---- | ---- | ---- | ---- | ---- | ---- | ---- | ---- |
| Sloop John B                                     | 202 | 227 | 174 | 240 | 240 | 262 | 281 | 301 | 180 | 227 | 299 | 318 | 445 | 716 | 770 | 721 | 831 | 1236 | 1326 | 1350 | 1328 | 1528 | 1528 | 1680 | 1750 | 1931 |

1. ↑  Een vetgedrukt getal geeft de hoogste notering aan.

### Evergreen Top 1000
| Evergreen Top 1000 | Evergreen Top 1000 | Evergreen Top 1000 | Evergreen Top 1000 | Evergreen Top 1000 | Evergreen Top 1000 | Evergreen Top 1000 | Evergreen Top 1000 | Evergreen Top 1000 | Evergreen Top 1000 | Evergreen Top 1000 | Evergreen Top 1000 | Evergreen Top 1000 | Evergreen Top 1000 | Evergreen Top 1000 | Evergreen Top 1000 | Evergreen Top 1000 |
| Jaar               | 2008               | 2009               | 2010               | 2011               | 2012               | 2013               | 2014               | 2015               | 2016               | 2017               | 2018               | 2019               | 2020               | 2021               | 2022               | 2023               |
| ------------------ | ------------------ | ------------------ | ------------------ | ------------------ | ------------------ | ------------------ | ------------------ | ------------------ | ------------------ | ------------------ | ------------------ | ------------------ | ------------------ | ------------------ | ------------------ | ------------------ |
| Positie            | -                  | -                  | 990                | 990                | 565                | 101                | 40                 | 54                 | 83                 | 96                 | 169                | 127                | 159                | 159                | 154                | 194                |

## Galerij

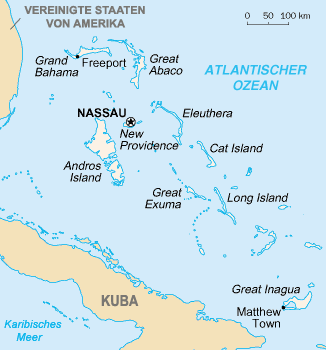
Nassau en de Bahama's
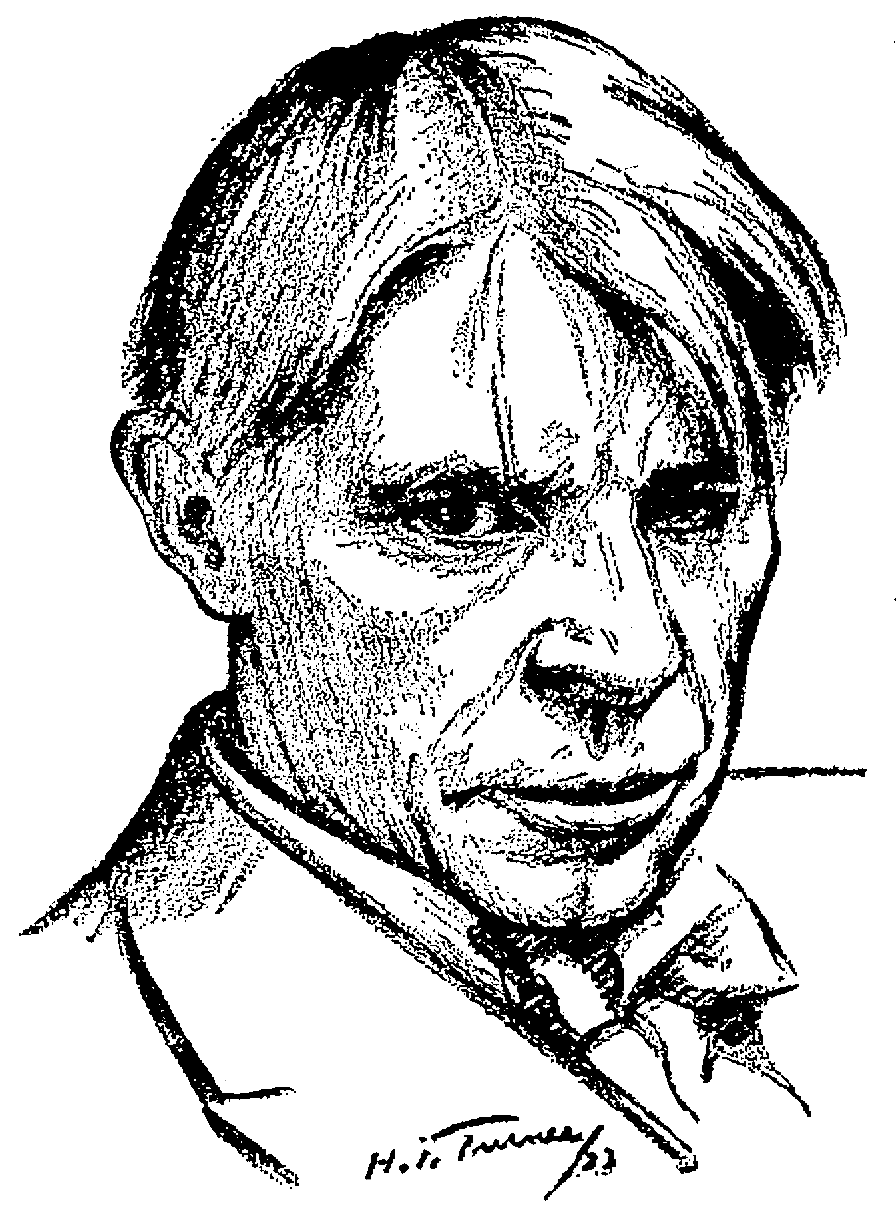
Carl Sandburg door H. J. Turner
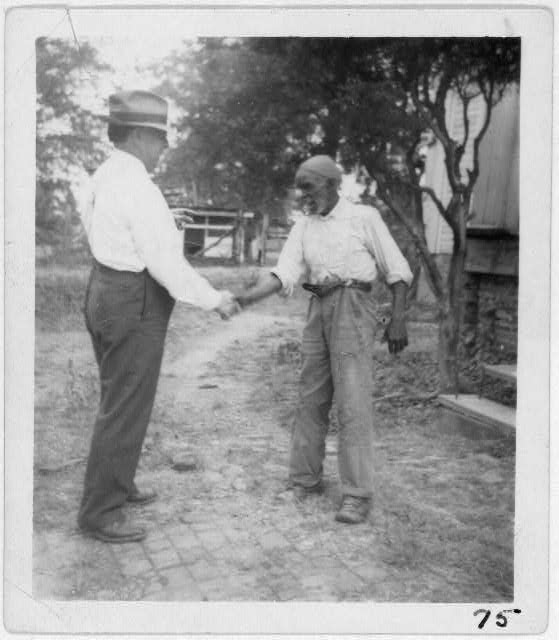
John A. Lomax met spiritualzanger Rich Brown
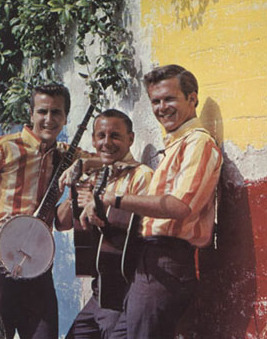
The Kingston Trio in 1963
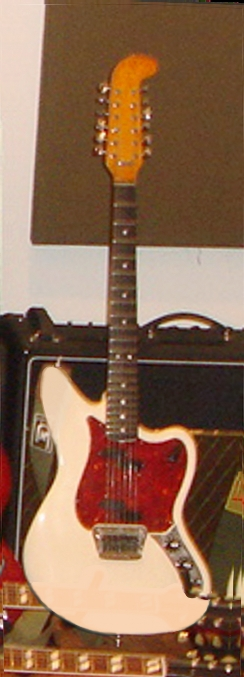
Fender Electric XII
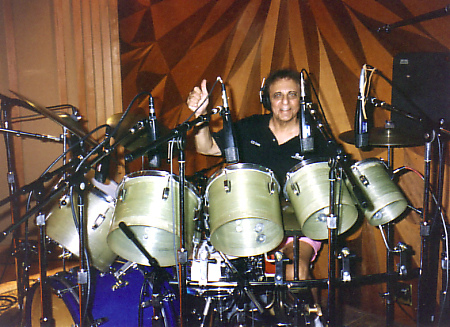
Hal Blaine in 1995